# Ngezi Platinum FC
El Ngezi Platinum FC es un equipo de fútbol de Zimbabue que juega en la Liga Premier de Zimbabue, la primera división de fútbol en el país.

## Historia
Fue fundado en el año 2001 con el nombre de Ngezi Sporto FC como un equipo amador de la ciudad de Ngezi. En 2004 el club comenzó su camino al fútbol competitivo cuando se cualificó para la liga ZIFA Mashonaland West Division 2B. Modificó su nombre para el actual en 2008. En la temporada 2015 gana el título de la primera división del norte y con ello consigue por primera vez el ascenso a la Liga Premier de Zimbabue.
La temporada 2016 fue positiva para el club, ya que terminó en séptimo lugar de la Liga Premier de Zimbabue y ganó la Super Copa Chibuku, el torneo de copa en vigencia en esa temporada luego de vencer en la final 3-1 al FC Platinum.
En la siguiente temporada el club juega en la Copa Confederación de la CAF 2017, su primer torneo internacional, y es eliminado en la primera ronda por el CRD do Libolo de Angola.

## Palmarés
- Liga Premier de Zimbabue (1): 2023
- Primera División Norte (1): 2015
- Super Copa Chibuku (1): 2016

## Participación en competiciones de la CAF
| Temporada | Torneo                       | Ronda      | Club             | Casa | Visita | Global      |
| --------- | ---------------------------- | ---------- | ---------------- | ---- | ------ | ----------- |
| 2017      | Copa Confederación de la CAF | Preliminar | Pamplemousses SC | 1-0  | 1-1    | 2-1         |
| 2017      | Copa Confederación de la CAF | 1          | CRD do Libolo    | 0-0  | 1-2    | 1-2         |
| 2024/25   | Liga de Campeones de la CAF  | 1          | AS Maniema Union | 0-0  | 0-0    | 0-0 (3-4 p) |